# Hydractinia hancocki
Hydractinia hancocki is een hydroïdpoliep uit de familie Hydractiniidae. De poliep komt uit het geslacht Hydractinia. Hydractinia hancocki werd in 1938 voor het eerst wetenschappelijk beschreven door Fraser. 